# Atkinsoniella nigrominiatula
Atkinsoniella nigrominiatula är en insektsart som först beskrevs av Jacobi 1944.  Atkinsoniella nigrominiatula ingår i släktet Atkinsoniella och familjen dvärgstritar. Inga underarter finns listade i Catalogue of Life.